# Narodna knjižnica Latvije
Narodna knjižnica Latvije (latvijsko Latvijas Nacionālā bibliotēka), znana tudi kot Grad svetlobe (Gaismas pils), je nacionalna kulturna ustanova pod nadzorom latvijskega ministrstva za kulturo. Latvijska narodna knjižnica je bila ustanovljena leta 1919 po razglasitvi neodvisne Republike Latvije. Prvi nadzornik knjižnice je bil Jānis Misiņš, knjižničar in ustanovitelj latvijske znanstvene bibliografije (1862–1945). Sedanjo stavbo je leta 1989 zasnoval latvijsko-ameriški arhitekt Gunnar Birkerts (1925-2017), ki je emigriral v ZDA in si tam ustvaril kariero. Zgradili so jo v začetku 21. stoletja, odprli pa leta 2014. Danes ima knjižnica pomembno vlogo pri razvoju latvijske informacijske družbe, saj prebivalcem zagotavlja dostop do interneta ter podpira raziskave in vseživljenjsko izobraževanje.

## Zbirke
Knjižnica danes obsega več kot 5 milijonov naslovov, vključno s približno 18.000 rokopisi od 14. stoletja do danes. Eden od značilnih temeljev NKL, ki je značilen za vsako narodno knjižnico, je oblikovanje zbirke nacionalne literature, njeno shranjevanje in dolgoročen dostop.
NKL je središče teoretičnih raziskav in praktičnih analiz dejavnosti latvijskih knjižnic. Knjižnica opravlja funkcije središča Latvijske medknjižnične izposoje, zagotavlja knjižnične in informacijske storitve parlamentu Latvijske republike - Saeima. Že od samega začetka je bila njena glavna skrb nacionalna bibliografija. Ogromen katalog Seniespiedumi latviešu valodā (Starodavni tiski v latvijščini 1525–1855, objavljen v Rigi, 1999) je leta 2000 prejel nagrado Spīdola in bil nagrajen z The Beautiful Book of the Year 99.